# Flughafen Narvik

i7
i11
i13
Der Flughafen Narvik (norw. Narvik lufthavn, Framnes. IATA-Code: NVK, ICAO-Code: ENNK) war ein Regionalflughafen der Stadt Narvik in Nordland, Norwegen. Er wurde zum April 2017 geschlossen.
Im Linienverkehr wurde er ausschließlich von der norwegischen Fluggesellschaft Widerøe angeflogen. Es wurden tägliche Verbindungen nach Bodø, Andenes und Tromsø angeboten. Von Bodø aus bestanden Anschlussverbindungen mit SAS Scandinavian Airlines und Widerøe nach Oslo, Trondheim, Bergen und Mo i Rana.
Der überregionale und internationale Flugverkehr der Region wird über den Flughafen Harstad/Narvik abgewickelt, der in der Gemeinde Evenes liegt und etwa 60 km von Narvik entfernt ist.
Die Linienflüge ab Narvik-Framnes wurden durch die norwegische Regierung gefördert, um die Verbindung zu anderen Städten in Nordnorwegen für Geschäfts- und Privatleute zu optimieren, da die Reisezeiten mit dem PKW aufgrund der geographischen Gegebenheiten des Landes und trotz der in den letzten Jahren stark verbesserten Infrastruktur immer noch sehr lang sind.
So benötigt man für die Fahrten von Narvik nach Bodø und Andenes etwa 4,5 und nach Tromsø rund 3,5 Stunden.